# Gomphonema
Gomphonema је род силикатних алги.

## Одлике рода
Овај род је богат врстама, има их око 100. Већина врста живи у слатким водама. Причвршћене су за дно или обрастају подводне биљке или предмете. За подлогу се учвршћују преко галертне масе. Галертна маса у облику дршке може да има знатну чврстину и на њеном врху су ћелије. При деоби тих ћелија излучују се нове галертне дршке које се спајају са старим и ствара се разграната колонија. Ћелије могу бити и појединачне. Панцир је са плеуралне стране клинаст. Валве су симетричне по уздужној, али не и по попречној оси.

## Систематика
Према традиционалној систематици, овај род припада реду Diraphales и класи Pennatophyceae.

## Врсте
Врсте које су честе у брзим потоцима су Gomphonema constrictum и Gomphonema acuminatum.